# O Som do Sim
O Som do Sim é o terceiro álbum solo de Herbert Vianna, lançado em 2000 pela EMI e produzido por Beto Villares, Carlo Bartolini, Chico Neves, Liminha e Tom Capone (sob o pseudônimo Capitão Antônio).
"A Mais", coescrita por Pedro Luís e com participação de Fernanda Takai, expressa um sonho por dias de paz. No dia seguinte à sua criação, a poeta e cantora Margot Mahrnada, irmã de Pedro, foi assassinada no Rio de Janeiro. A faixa foi, então, dedicada a ela.

## Faixas
Autorias e participações conforme fonte.
1. "O Muro" (Herbert Vianna/Black Alien)
2. "História de uma Bala" (part. Fernanda Abreu)
3. "Vamos Viver" (part. Sandra de Sá)
4. "Partir, andar" (part. Zélia Duncan)
5. "Mr. Scarecrow" (part. Cássia Eller)
6. "Hoje Canções" (Herbert Vianna/Paulo Sérgio Valle) (part. Nana Caymmi)
7. "A Mais" (Herbert Vianna/Pedro Luís) (part. Fernanda Takai)
8. "In Between Days" (Robert Smith) (part. Érika Martins)
9. "Eu não sei Nada" (part. Luciana Pestano)
10. "Um Truque" (Herbert Vianna)
11. "Une Chanson Triste" (part. Daúde)

## Créditos
Fonte:
- Herbert Vianna — vocais e guitarra
- Mulheres Q Dizem Sim — participação em "Um Truque"
- Moreno Veloso — vocais e trompete em "Um Truque"
- John Ulhoa — guitarra em "A Mais"
- Marinho (Pavilhão 9 — baixo em "Mr. Scarecrow"
- Marcos Valle — piano em "Hoje Canções"
- Bacalhau (Rumbora) — bateria em "Mr. Scarecrow"
- Eumir Deodato — arranjo em "Partir, Andar"